# 布瓦索
布瓦索（法語：Boisseaux，法語發音：[bwaso] ⓘ）是法国卢瓦雷省的一个市镇，属于皮蒂维耶区。

## 地理
布瓦索（48°15'24"N, 1°59'16"E）面积7.19 平方千米，位于法国中央-卢瓦尔河谷大区卢瓦雷省，该省份为法国中北部省份，北起埃松省，西北接厄尔-卢瓦省，西南接卢瓦-谢尔省，南至涅夫勒省和谢尔省，东临约讷省，东北接塞纳-马恩省。
与布瓦索接壤的市镇（或旧市镇、城区）包括：万维尔圣利法尔、昂东维尔、埃尔瑟维尔、乌塔维尔。

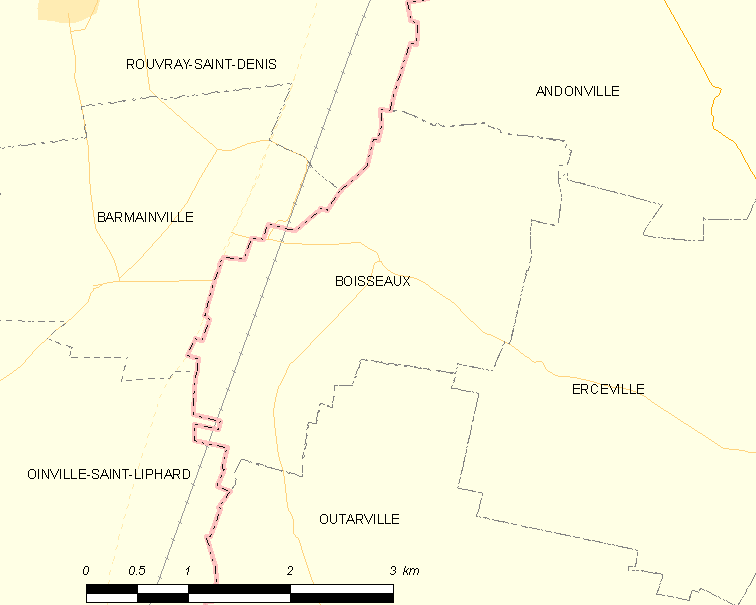
布瓦索的OSM定位图

布瓦索的时区为UTC+01:00、UTC+02:00（夏令时）。

## 行政
布瓦索的邮政编码为45480，INSEE市镇编码为45037。

## 政治
布瓦索所属的省级选区为皮蒂维耶县。

## 人口

1962-2008年间布瓦索人口变化图示

布瓦索于2022年1月1日时的人口数量为502人。